# Antonio Panizzi
Antonio Genesio Maria Panizzi, Sir Anthony Panizzi, född 16 september 1797 i Brescello (i nuvarande provinsen Reggio Emilia), död 8 april 1879 i London, var en italiensk-brittisk bibliotekarie.
Panizzi blev 1818 juris doktor och hade ägnat sig åt advokatyrket, då han drogs med i den piemontesiska revolutionen, 1820–21. Han dömdes till döden, men lyckades fly till Schweiz, utvisades därifrån och begav sig 1823 till England, där han till en början livnärde sig genom språklektioner. Beskyddad av William Roscoe och Henry Brougham, utnämndes han 1828 till professor i italienska vid University College London.
År 1831 anställdes Panizzi som biträdande bibliotekarie vid British Museum och blev 1837 föreståndare för avdelningen för tryckta böcker där. Han uppmärksammade hur boksamlingen vansköttes, utverkade av parlamentet förhöjda anslag, ombesörjde kataloger samt uppgjorde planen till den storartade läsesalen och gallerierna (fullbordade 1857), varigenom bibliotekets organisation mönstergill. Antalet volymer ökade på 30 år från 225 000 till 800 000. Han utnämndes till överbibliotekarie ("principal librarian") 1856, tog avsked 1866 och bekläddes 1868 med italiensk senatorsvärdighet. Under omvälvningarna i Italien 1848–49 och 1859–70 utgjorde Panizzi, till detta sitt fäderneslands fromma, en föreningslänk mellan de italienska patrioterna och Englands liberala statsmän.
Panizzi utgav bland annat en kritisk edition av Matteo Maria Boiardos "Orlando innamorato" jämte Ludovico Ariostos "Orlando furioso" (tillsammans nio band, 1830–34), varvid han återställde det förra skaldeverkets fördärvade text, samt vidare "Le prime quattro edizioni della Divina commedia" (1858).

## Fotnoter
1. 1 2  Encyclopædia Britannica, Encyclopædia Britannica Online-ID: biography/Anthony-Panizzitopic/Britannica-Online, läst: 9 oktober 2017.[källa från Wikidata]
2. 1 2  SNAC, SNAC Ark-ID: w6668bm0, läs online, läst: 9 oktober 2017.[källa från Wikidata]
3. 1 2  Find a Grave, Find A Grave-ID: 8502903, läs online, läst: 9 oktober 2017.[källa från Wikidata]
4. ↑  Bibliothèque nationale de France, BnF Catalogue général : öppen dataplattform, id-nummer i Frankrikes nationalbiblioteks katalog: 13739722t, läst: 29 juni 2022.[källa från Wikidata]
5. ↑  NNDB, NNDB person-ID: 550/000096262.[källa från Wikidata]
6. ↑  Pioneers in Librarianship : Sixty Notable Leaders Who Shaped the Field, Rowman & Littlefield, juli 2022, ISBN 978-1-5381-4875-4.[källa från Wikidata]